# Alessandro Nesta
Alessandro Nesta (Rim, 19. ožujka 1976.) talijanski je nogometni trener i bivši nogometaš. Trenutačno je bez kluba. Nesta je bio obrambeni igrač, stoper. Nesta je dvostruki osvajač Lige prvaka s Milanom, te osvajač Svjetskog prvenstva s Italijom, juniorskom i seniorskom reprezentacijom. Zbog svojih vještina, Nesta je smatran jednim od najboljih stopera svijeta. Izuzev visine, Nestu odlikuju vrhunske tehničke sposobnosti, snaga, brzina te savršeno pozicioniranje. Pelé ga je 2006. godine uvrstio u listu 125 živućih nogometaša. Na konferenciji za novinare 10. svibnja 2012. najavio je da napušta Milan jer ne može više igrati tako često.